# Roman Schaad
Roman Schaad (* 30. Juli 1993 in Einsiedeln) ist ein ehemaliger Schweizer Skilangläufer.

## Werdegang
Schaad, der für den SC Drusberg startete, nahm bis 2013 an Juniorenrennen teil. Sein erstes Weltcuprennen lief er im Dezember 2013 in Davos, welches er im Sprint mit dem zehnten Platz beendete und damit seine ersten Weltcuppunkte gewann. Bei den Olympischen Winterspielen 2014 in Sotschi belegte er den 83. Platz im Sprint. Im Februar 2014 gelang ihm in Toblach der neunte Platz im Sprint, sein bisher bestes Weltcupergebnis. Bei den U23-Weltmeisterschaften 2014 im Val di Fiemme gewann er Bronze im Sprint. Im Februar 2015 errang er bei den nordischen Skiweltmeisterschaften 2015 in Falun den 15. Platz im Teamsprint. Im März 2016 wurde er Schweizer Meister im Sprint. Bei den nordischen Skiweltmeisterschaften 2019 in Seefeld in Tirol belegte er den 24. Platz im Sprint und bei den nordischen Skiweltmeisterschaften 2021 in Oberstdorf den 53. Platz im Sprint.
Er beendete seine Karriere im März 2025.

## Teilnahmen an Weltmeisterschaften und Olympischen Winterspielen

### Olympische Spiele
- 2014 Sotschi: 83. Platz Sprint Freistil
- 2022 Peking: 31. Platz Sprint Freistil

### Nordische Skiweltmeisterschaften
- 2015 Falun: 15. Platz Teamsprint Freistil
- 2019 Seefeld in Tirol: 24. Platz Sprint Freistil
- 2021 Oberstdorf: 53. Platz Sprint klassisch
- 2023 Planica: 13. Platz Teamsprint Freistil, 39. Platz Sprint klassisch

## Platzierungen im Weltcup

### Weltcup-Statistik
Die Tabelle zeigt die erreichten Platzierungen im Einzelnen.
- 1.–3. Platz: Anzahl der Podiumsplatzierungen
- Top 10: Anzahl der Platzierungen unter den ersten zehn
- Punkteränge: Anzahl der Platzierungen innerhalb der Punkteränge
- Starts: Anzahl gelaufener Rennen in der jeweiligen Disziplin
- Hinweis: Bei den Distanzrennen erfolgt die Einordnung gemäss FIS.

| Platzierung               | Distanzrennen a | Distanzrennen a | Distanzrennen a | Distanzrennen a | Distanzrennen a | Skiathlon Verfolgung | Sprint | Etappen- rennen b | Gesamt | Team   | Team    |
| Platzierung               | ≤ 5 km          | ≤ 10 km         | ≤ 15 km         | ≤ 30 km         | > 30 km         | Skiathlon Verfolgung | Sprint | Etappen- rennen b | Gesamt | Sprint | Staffel |
| ------------------------- | --------------- | --------------- | --------------- | --------------- | --------------- | -------------------- | ------ | ----------------- | ------ | ------ | ------- |
| 1. Platz                  |                 |                 |                 |                 |                 |                      |        |                   |        |        |         |
| 2. Platz                  |                 |                 |                 |                 |                 |                      |        |                   |        |        |         |
| 3. Platz                  |                 |                 |                 |                 |                 |                      |        |                   |        |        |         |
| Top 10                    |                 |                 |                 |                 |                 |                      | 4      |                   | 4      | 4      |         |
| Punkteränge               |                 |                 |                 |                 |                 |                      | 45     |                   | 45     | 10     |         |
| Starts                    |                 | 4               | 3               |                 |                 | 3                    | 66     | 1                 | 77     | 10     |         |
| Stand: Saisonende 2024/25 |                 |                 |                 |                 |                 |                      |        |                   |        |        |         |

### Weltcup-Gesamtplatzierungen
| Saison  | Gesamt | Gesamt | Sprint | Sprint |
| Saison  | Punkte | Platz  | Punkte | Platz  |
| ------- | ------ | ------ | ------ | ------ |
| 2013/14 | 64     | 79.    | 64     | 34.    |
| 2014/15 | 14     | 126.   | 14     | 71.    |
| 2015/16 | 55     | 77.    | 55     | 37.    |
| 2016/17 | 3      | 162.   | 3      | 91.    |
| 2017/18 | 71     | 65.    | 71     | 29.    |
| 2018/19 | 39     | 88.    | 14     | 71.    |
| 2019/20 | 1      | 150.   | 1      | 92.    |
| 2020/21 | 90     | 54.    | 90     | 19.    |
| 2021/22 | 47     | 76.    | 47     | 40.    |
| 2022/23 | 186    | 83.    | 186    | 36.    |
| 2023/24 | 174    | 79.    | 174    | 38.    |
| 2024/25 | 9      | 197.   | 9      | 107.   |